# Cora-Yfke Sikkema
Cora-Yfke Sikkema (Delfzijl, 22 augustus 1970) is een Nederlands sociologe, politica en bestuurster. Ze is lid van GroenLinks. Sinds 29 januari 2019 is ze burgemeester van Oldambt.

## Maatschappelijke en politieke carrière
Sikkema heeft van 1989 tot 1995 sociologie gestudeerd aan de Rijksuniversiteit Groningen. Ze werkte van 1995 tot 1998 als bursaal/promotie-onderzoeker aan de Universiteit van Amsterdam, van 1999 tot 2001 als docent methodologie aan de Universiteit Utrecht en van 1998 tot 2004 als onderzoeker bij SWB.
Daarna was Sikkema van 2004 tot 2007 werkzaam als adviseur expertise bij de Dienst Nationale Recherche Informatie (DNRI) van het Korps landelijke politiediensten (KLPD), van 2007 tot 2009 als senior onderzoeker bij de DSP-groep en van 2009 tot 2014 als senior adviseur bij het Nationaal Crisiscentrum (NCC) van het ministerie van Justitie en Veiligheid.
Van 2010 tot 2014 was Sikkema gemeenteraadslid van Haarlem, vanaf 2012 als fractievoorzitter namens GroenLinks. In 2014 werd ze daar wethouder en locoburgemeester met in haar portefeuille duurzaamheid, mobiliteit en beheer & onderhoud. Van 2018 tot 2019 had ze duurzaamheid, economie en mobiliteit in haar portefeuille.

## Burgemeester van Oldambt
Sikkema werd begin november 2018 voorgedragen als burgemeester van Oldambt. Eind november van dat jaar werd ze benoemd met ingang van 29 januari 2019. Ze kreeg openbare orde & veiligheid, schade-afhandeling en ondergrond, handhaving, juridische zaken, personeel & organisatie (Nijambt), communicatie, bestuurlijke samenwerking, coördinatie internationalisering, coördinatie NPG en coördinatie Regiodeal in haar portefeuille.
Sikkema werd namens Oldambt voorzitter van de stuurgroepen Zorg- en Veiligheidshuis en de Regiodeal Oost-Groningen, lid van het algemeen- en dagelijks bestuur van de Veiligheidsregio Groningen en de Eems Dollard Regio (sinds 14 december 2023 voorzitter), lid van het algemeen bestuur van het Nationaal Programma Groningen en Afeer, lid van de commissie Depla en lid van de stuurgroepen Wunderline en Incidentele Middelen Leerlingdaling Zuidoost Groningen.
Op 3 juli 2024 werd Sikkema voorgedragen voor herbenoeming als burgemeester van Oldambt. Op 20 januari 2025 werd zij hiervoor beëdigd. De herbenoeming ging in op 29 januari van dat jaar.

## Nevenfuncties
Naast het wethouderschap was Sikkema lid van de raad van advies van het IVN in Noord-Holland. Ze werd na de gemeenteraadsverkiezingen van 2022 op 12 april dat jaar gevraagd als formateur om in Leeuwarden een college te smeden van PvdA, GroenLinks, GBL en het CDA. Peter den Oudsten had op 6 april dat jaar als informateur geadviseerd een coalitie te vormen van deze partijen. Na de waterschapsverkiezingen van 2023 werd ze op 23 maart dat jaar door Water Natuurlijk gevraagd als informateur voor een nieuwe coalitie van Noorderzijlvest.
Sikkema werd voorzitter van de Programmaraad Leergang Groningen, ambassadeur van Seksueel Geweld hoort nergens thuis Groningen, lid van de commissie Professionalisering van het Nederlands Genootschap van Burgemeesters, lid van de raad van aanbeveling van Stichting Leergeld en bestuurslid van Discriminatie Meldpunt Groningen. Met ingang van 1 mei 2024 werd Sikkema lid van de raad van toezicht van de Hanzehogeschool Groningen.

## Privéleven
Sikkema is getrouwd. In haar vrije tijd houdt zij zich bezig met toneelspelen.